# Liste d'îles artificielles
Ceci est une liste non exhaustive des îles artificielles.

## Azerbaïdjan
- Îles Khazar

## Bahreïn
- Durrat Al Bahrain
- Îles Amwaj
- Îles Reef (Aussi connues comme les Îles Lulu)
- Baie de Bahreïn
- Île Diyar Al Muharraq
- Lagon de Bahreïn

## Canada
- Île Notre-Dame, a Montréal
- Île René-Levasseur

## Chine

### Hong Kong
- Centre d'exposition et de convention de Hong Kong - nouvelle aile sur une île artificielle au large de la côte de l'ancienne aile à Wan Chai.  « http://www.news.gov.hk/en/category/businessandfinance/050616/html/050616p024jpg.jpg »(Archive.org • Wikiwix • Archive.is • Google • Que faire ?)
- Aéroport international de Hong Kong - partiellement par l'homme, et en partie sur l'original Chek Lap Kok.
- Hong Kong – Terminal des traversiers de Macao.

### Macao
- Aéroport international de Macao

## Union européenne

### Autriche
- Île de Donauinsel, une île de 20 kilomètres de long et 200 mètres de large dans le Danube (Vienne)

### Bulgarie
- En Varna, une partie de la zone industrialo-portuaire du sud et sur un large isthme de 2 km entre la Mer Noire et lac de Varna est devenue une île artificielle en 1976 quand elle a été séparée du rivage par deux canaux navigables.

### Danemark
- Île de Peberholm
- Île de Flakfortet

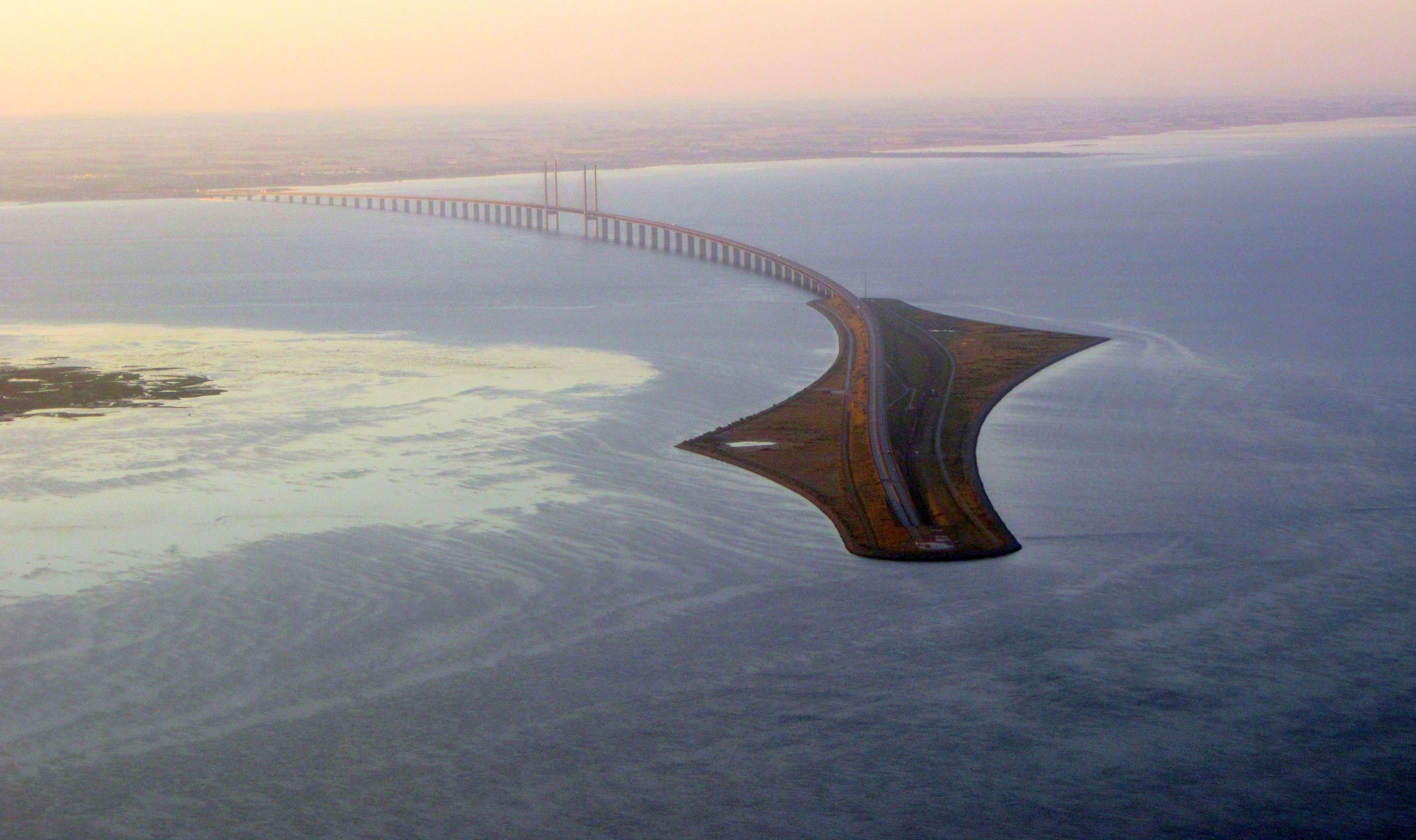
Ile artificielle de Peberholm

- Île de Middelgrundsfortet, (aussi connu comme Middelgrunden)
- Fort de Flakfortet

### France
- Fort Boyard
- Île aux Cygnes
- Île des Cygnes
- Le Ratier

### Pays-Bas

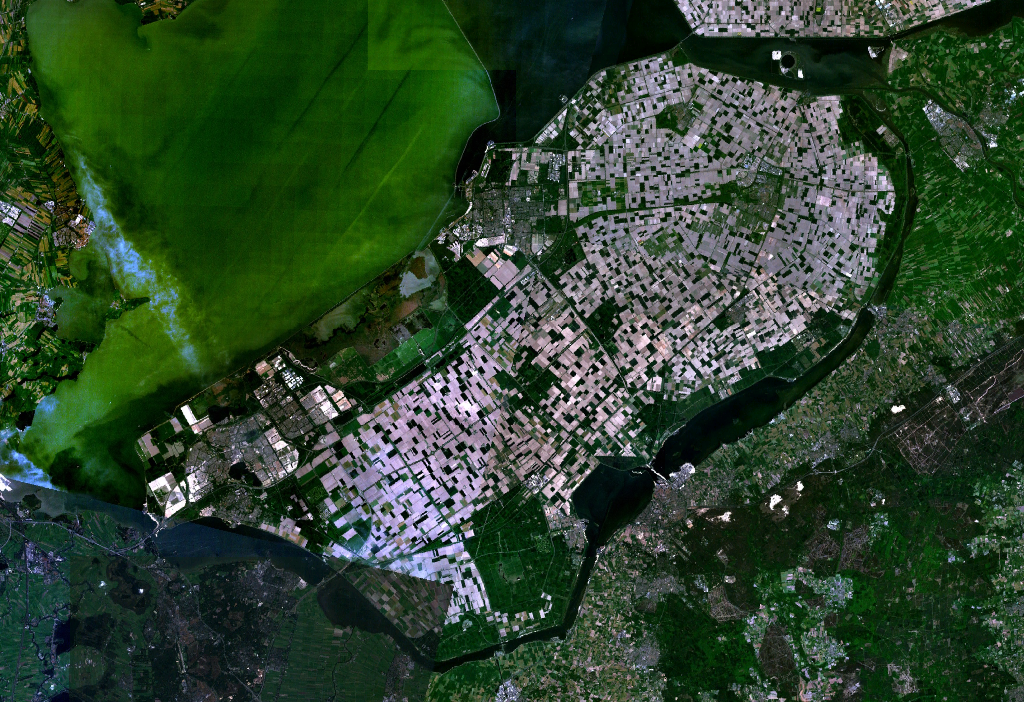
Flevopolder, la plus grande ile artificielle au monde en gains de terre sur l'eau, 2e plus grande ile artificielle après l'île René-Levasseur.

- Île de Flevoland (La plus grande île artificielle au monde en gain de terre sur l'eau).
- Île de IJburg
- Île de Neeltje Jans
- Île de Pampus

### Pologne
- Quartier général des Unités maritime d'actions spéciales Formose

### Royaume-Uni
- Île aux baleines, Hampshire

### Principauté de Sealand
- Principauté de Sealand

## Inde
- Île Willingdon

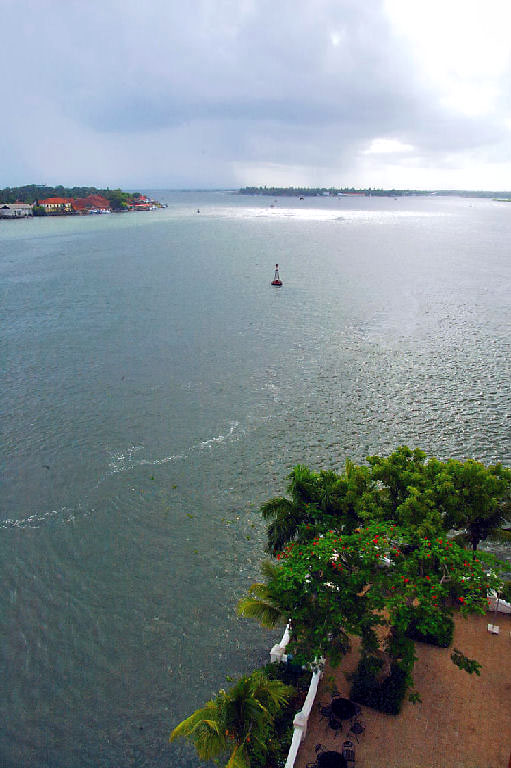
Vue sur l'Île Willingdon

- Île aux bétail (crée avec la mise en place du barrage d'Hirakud, aucune présence humaine n'est recensé sur l'Île mais une grande population de vaches sauvages s'y trouve sans explications).

## Japon
- Aéroport international du Chūbu

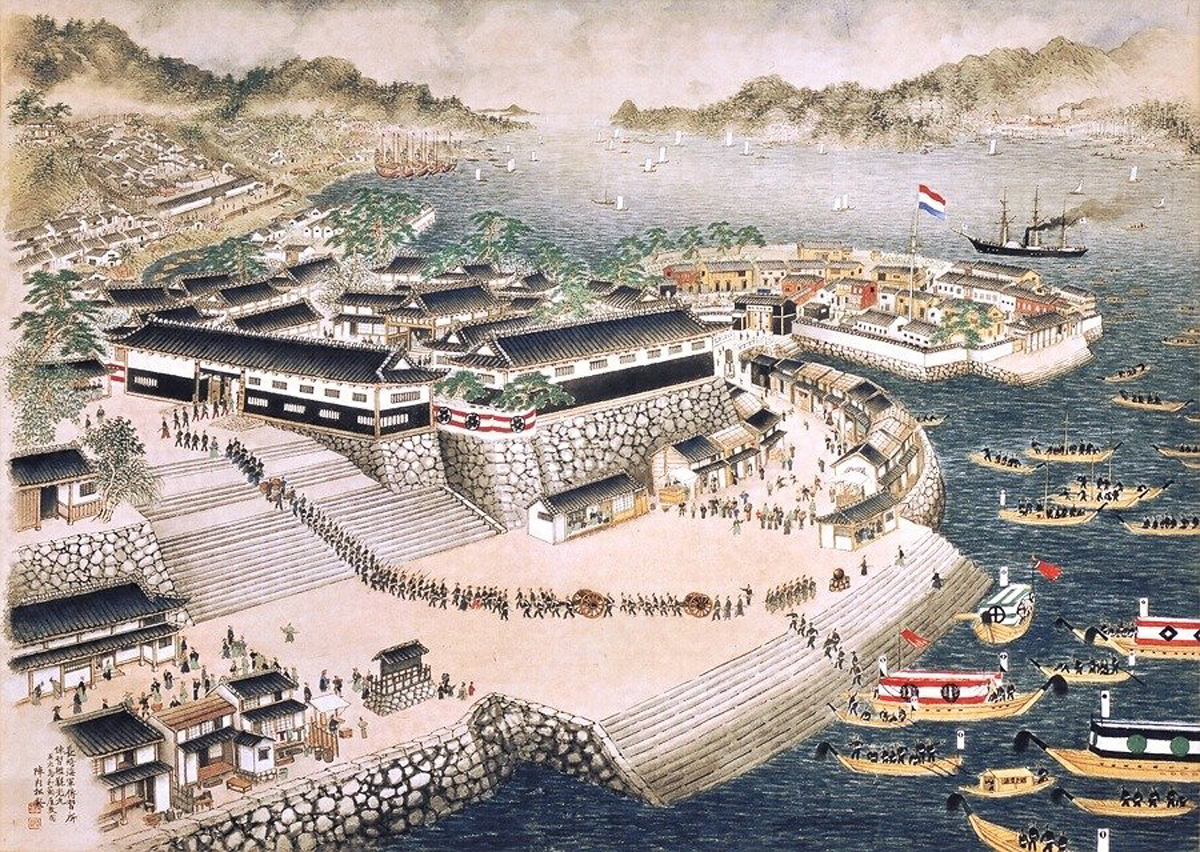
Île artificielle disparue de Dejima

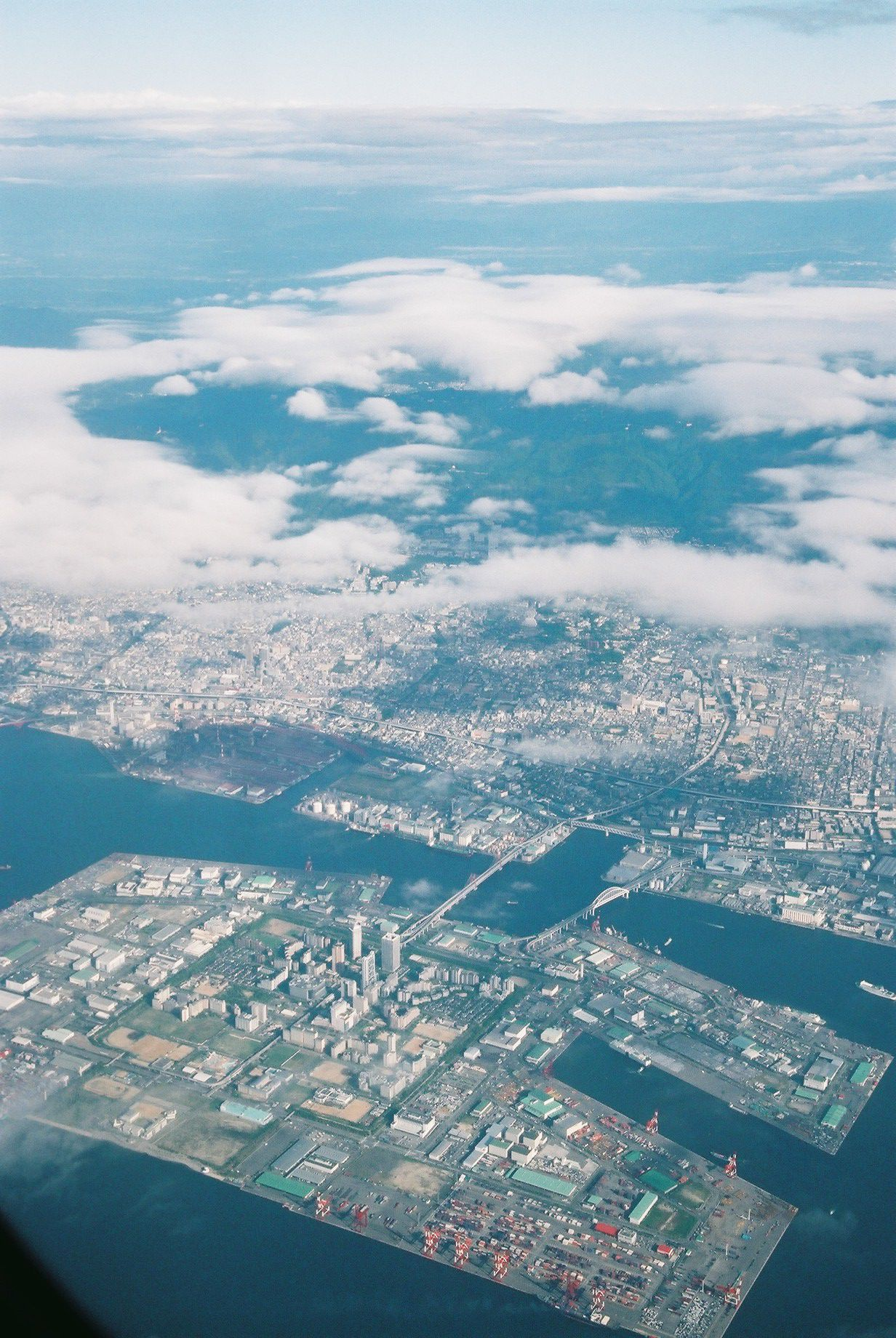
Vue sur l'ile de Rokko

- Île artificielle disparue de Dejima
- Île aux rêves ou Yumenoshima 夢の島
- Île pour Tokyo Disneyland a Urayasu
- Île pour Aéroport international de Tokyo-Haneda (expansion des pistes).
- Île Heiwa dans la baie de Tokyo
- Aéroport international du Kansai
- Île d'Kisarazu faite pour la Tokyo Wan Aqua-Line
- Aéroport de Kōbe
- Nouvel Aéroport de Kitakyushu
- Odaiba, Baie de Tokyo
- Île du Port
- Île de Rokkō
- Île de la cité, Fukuoka

## Maldives
- Hulhumalé

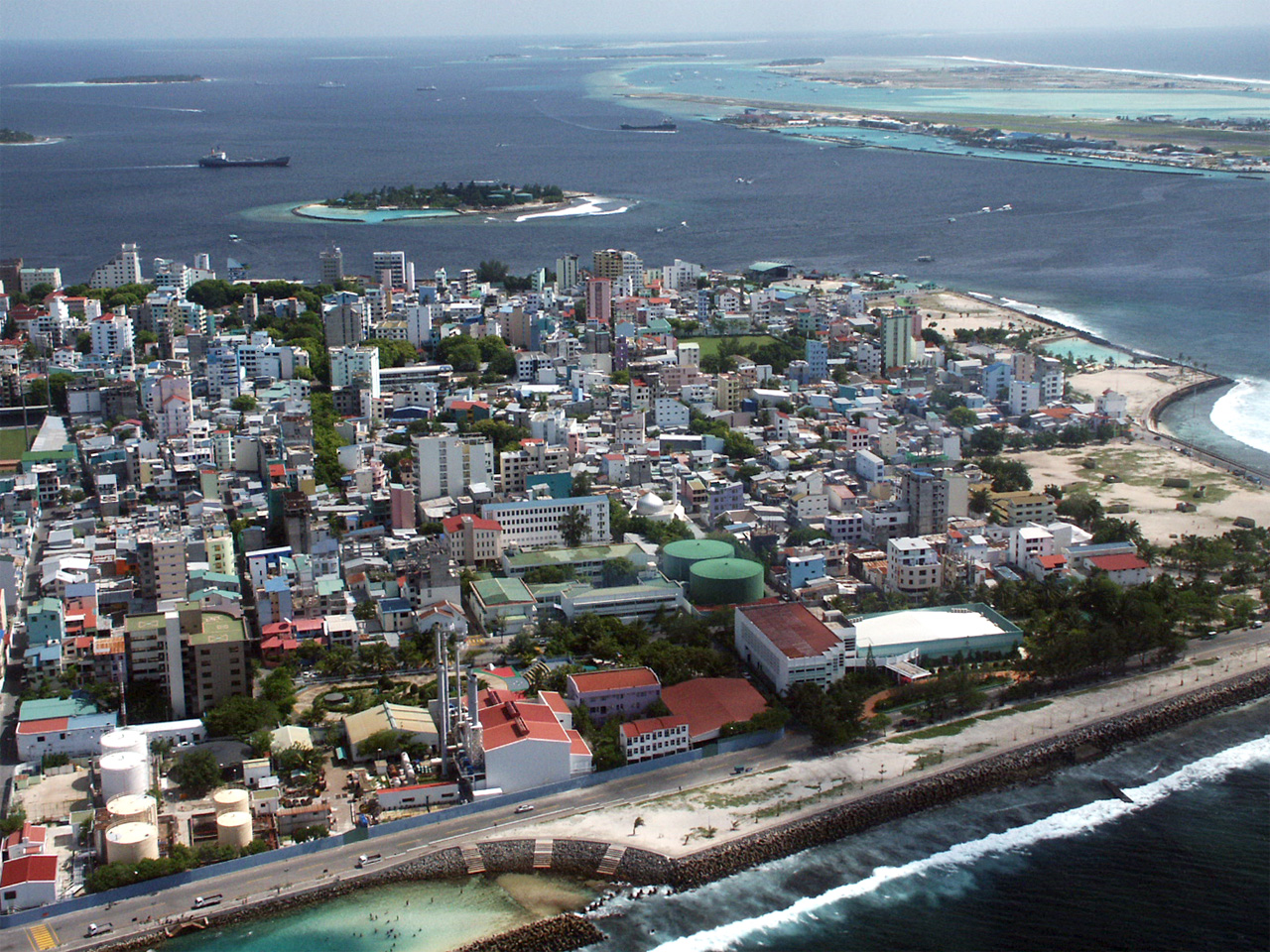
Vue aérienne de Malé

- Thilafushi (île-poubelle de 7 kilomètres de long sur 200 mètres de large, emmagasine 330 tonnes de déchets par jour )
- Gamarugiri

## Mexique

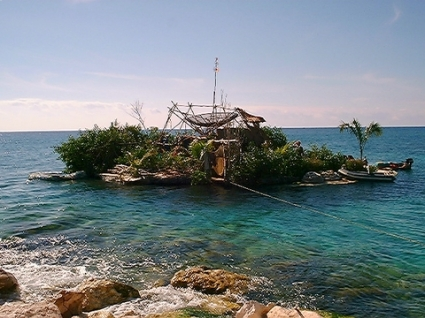
Ile Spirale

- Île Spirale, (Petit Île flottante détruite en 2005 par un ouragan et remplacée par l'Île Joyxee)
- Île Joyxee, Construite pour remplacer l'Île Spirale.

## Monténégro

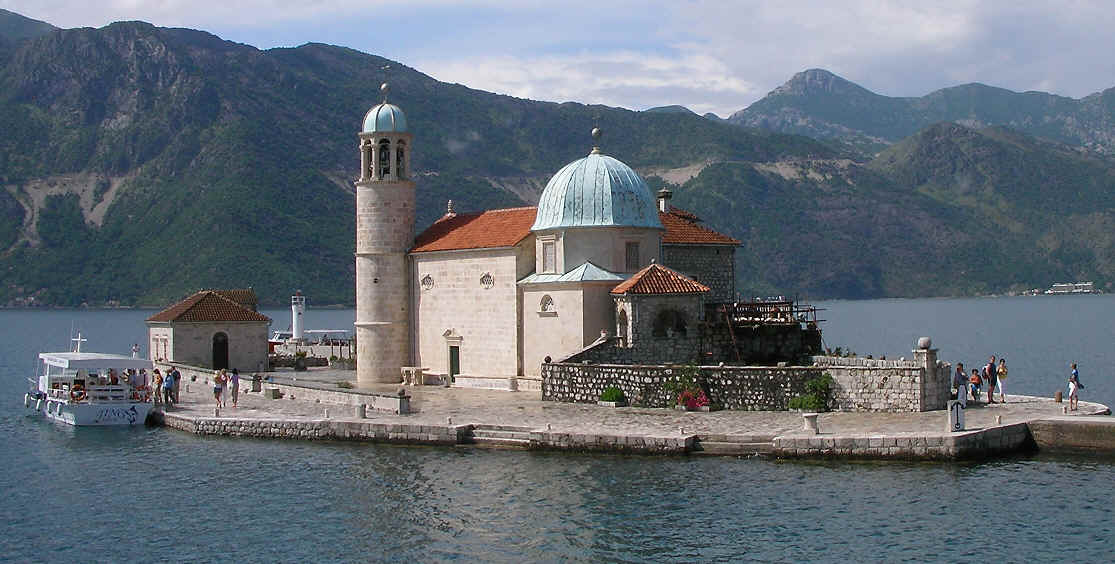
Vue de Notre-Dame des Roches

- Notre-Dame des Roches

## Pakistan
- La baie du croissant en province du Karachi.

## Panama
- Île Barro Colorado.

## Pérou/Bolivie
- Île d'Uros, Ile flottante inhabitée se trouvant sur le Lac Titicaca

## Qatar

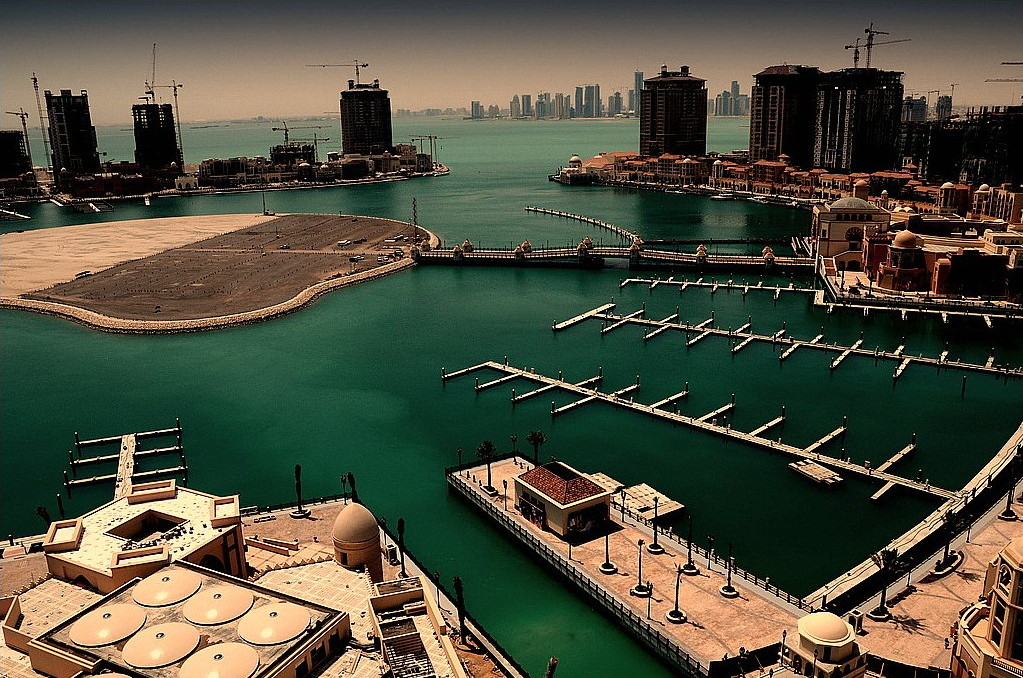
Vue sur l'ile de la perle au Qatar

- Lusail ou Losail, ville nouvelle au Qatar comptant beaucoup d'iles artificielles.
- La Perle

## Singapour
- Île de Jurong
- Île Corail à Singapour
- Île du Paradis
- Île de la Perle
- Pulau Punggol Barat
- Pulau Punggol Timor
- Pulau Semakau
- Île de sable
- Île aux trésors

## Afrique du Sud
- Ile du barrage de Kamfers construite pour devenir une ile de reproduction des flamants roses.

## Émirats arabes unis
- Burj-Al-Arab ou Tour des Arabes
- L'Île palmier
- Le Monde (archipel)
- Dubaï Waterfront
- L'univers
- Palm Jebel Ali

## États-Unis
- Comté de Door au nord du canal